# 오마하 홀덤

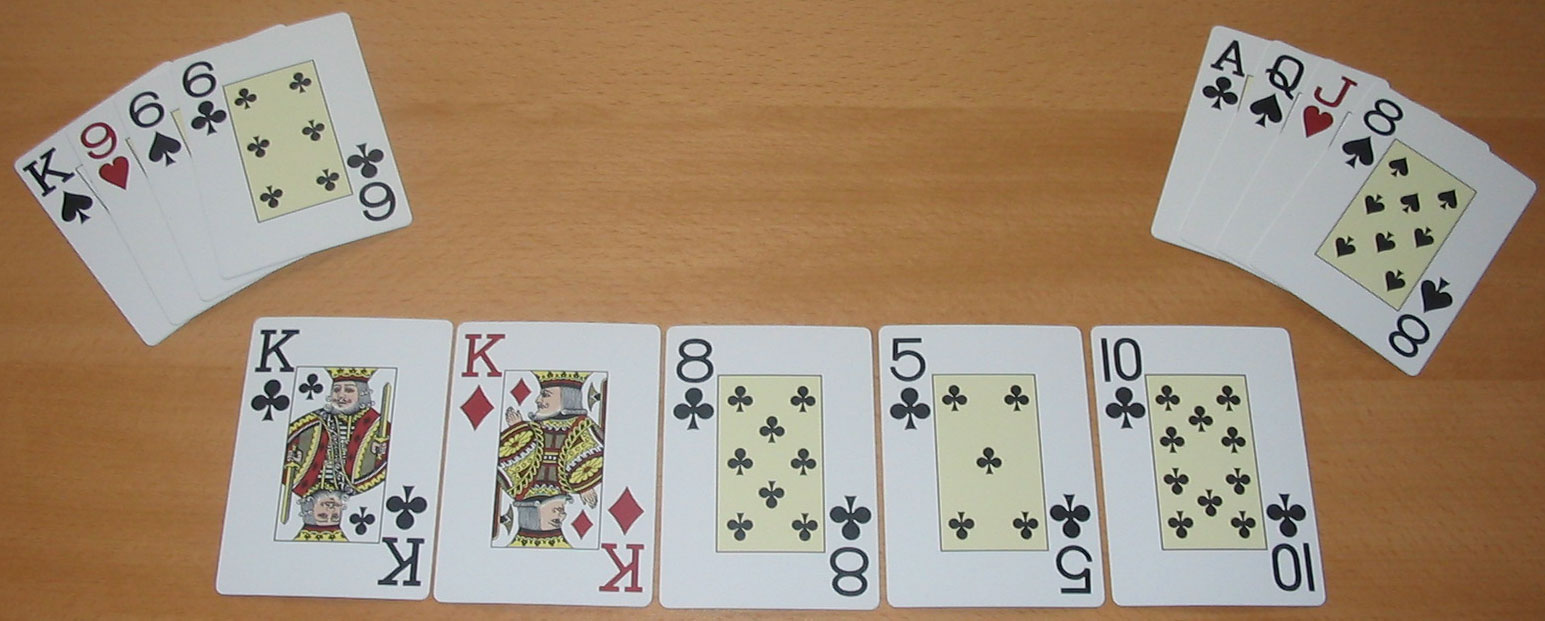
오마하 홀덤의 쇼다운.

오마하 홀덤(영어: Omaha hold 'em)은 텍사스 홀덤과 유사한 카드 게임이다.
족보와 커뮤니티 카드가 5장이라는 점은 텍사스 홀덤과 동일하지만 핸드를 4장씩 받는점이 다르다. 단 핸드는 반드시 2장을 모두 사용해야 한다.